# Coasta Grindului
Coasta Grindului (węg. Berekszéle) – wieś w Rumunii, w okręgu Marusza, w gminie Chețani. W 2011 roku liczyła 15 mieszkańców.